# Wergzahna
Wergzahna ist ein Ortsteil der Gemeinde Niedergörsdorf im Süden des Landkreises Teltow-Fläming in Brandenburg. Der Ort war bis zum 31. Dezember 1997 eine eigenständige Gemeinde.

## Lage
Wergzahna liegt im Südwesten des Landes Brandenburg an der Grenze zu Sachsen-Anhalt im Fläming. Die Stadt Jüterbog ist etwa 20 Kilometer entfernt, zudem ist Wergzahna der westlichste Ortsteil der Gemeinde Niedergörsdorf und der westlichste Ort im Landkreis Teltow-Fläming. Die Gemarkung Wergzahnas grenzt im Norden an die im Landkreis Potsdam-Mittelmark liegenden Gemarkungen der Treuenbrietzener Ortsteile Marzahna und Feldheim im Norden, an Schönefeld im Osten sowie an die in Sachsen-Anhalt liegenden Dörfer Klebitz im Südosten, Rahnsdorf im Süden und Kropstädt im Westen.
Wergzahna liegt an der Kreisstraße 7123. Die Bundesstraße 2 (Wittenberg–Treuenbrietzen) liegt knapp zwei Kilometer westlich und die Landesstraße 82 (Treuenbrietzen–Seyda) drei Kilometer östlich des Ortes.

## Geschichte
Erstmals urkundlich erwähnt wurde Wergzahna im Jahr 1388 als Dorf mit der Bezeichnung Werkczane, der aus dem Slawischen stammende Ortsname bedeutet in etwa „Siedlung oberhalb von Zahna“, der Ort liegt knapp sechs Kilometer nördlich der ehemaligen Stadt Zahna. Die Bedeutung dieses Namens ist nicht eindeutig erklärbar. Andere Quellen deuten den Ortsnamen als „großes Heudorf“. Wergzahna gehörte historisch zum Kurfürstentum Sachsen-Wittenberg und dort zum Amt Wittenberg. Als Teil dieses Amtes wurde Wergzahna nach dem Wiener Kongress in das Königreich Preußen umgegliedert.
Die Gemeinde Wergzahna gehörte dort zum Kreis Wittenberg in der Provinz Sachsen. Nach der DDR-Kreisreform im Juli 1952 lag Wergzahna im Kreis Jüterbog im Bezirk Potsdam. Nach der Deutschen Wiedervereinigung gehörte die Gemeinde zum Landkreis Jüterbog, wo sie sich dem Amt Niedergörsdorf anschloss. Seit der Kreisreform 1993 liegt Wergzahna im Landkreis Teltow-Fläming. Zum 31. Dezember 1997 wurden Wergzahna und zwölf weitere Gemeinden nach Niedergörsdorf eingemeindet und das Amt daraufhin aufgelöst.

### Einwohnerentwicklung
| Jahr | Einwohner |
| ---- | --------- |
| 1875 | 130       |
| 1890 | 130       |
| 1910 | 120       |

| Jahr | Einwohner |
| ---- | --------- |
| 1925 | 117       |
| 1933 | 131       |
| 1939 | 120       |

| Jahr | Einwohner |
| ---- | --------- |
| 1946 | 200       |
| 1950 | 208       |
| 1964 | 163       |

| Jahr | Einwohner |
| ---- | --------- |
| 1971 | 167       |
| 1981 | 134       |
| 1985 | 135       |

| Jahr | Einwohner |
| ---- | --------- |
| 1989 | 121       |
| 1996 | 111       |

Gebietsstand des jeweiligen Jahres

## Sehenswürdigkeiten

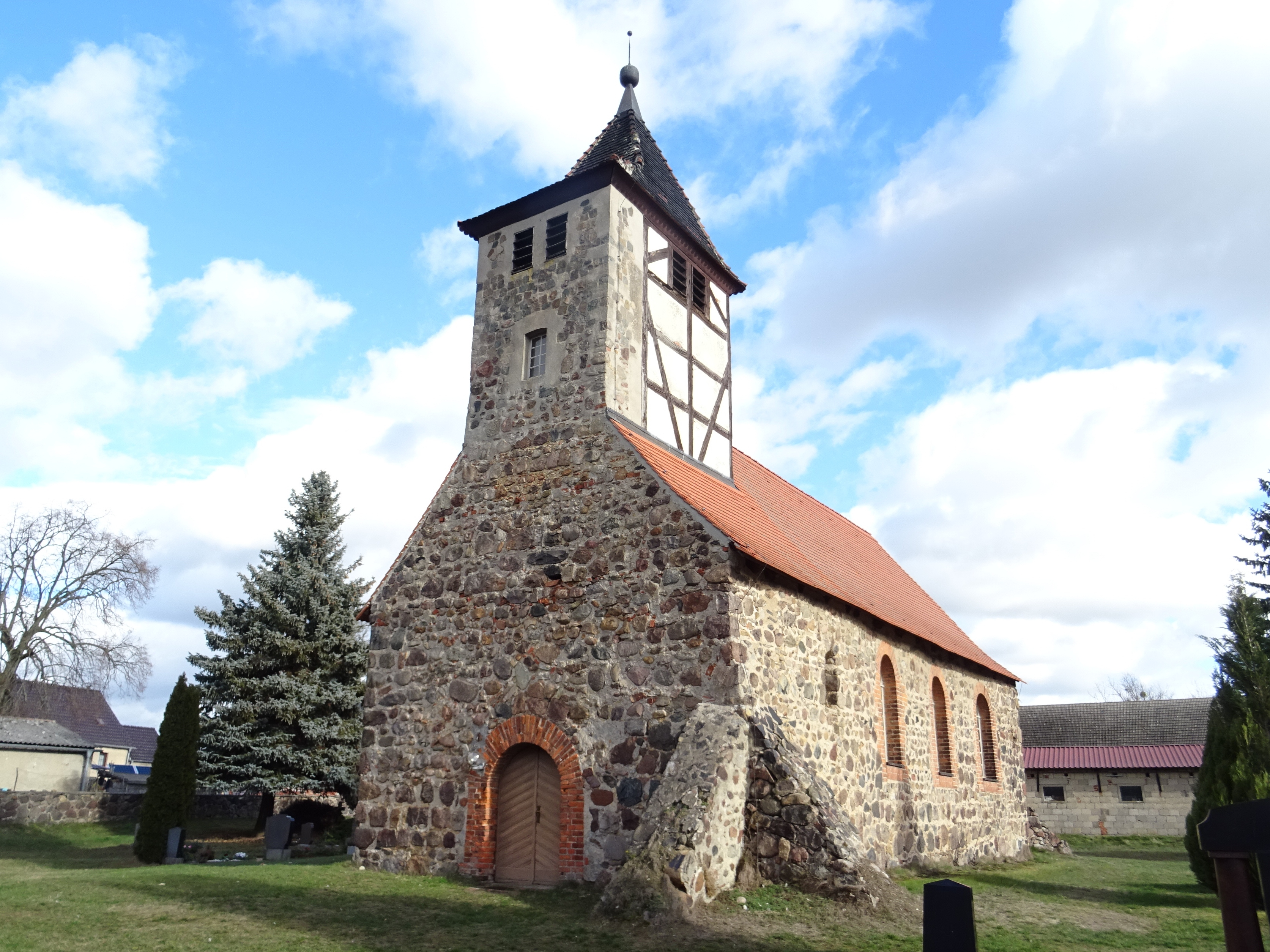
Dorfkirche Wergzahna

Die Dorfkirche Wergzahna, ein kleiner Saalbau mit Apsis, wurde gegen Ende des 12. Jahrhunderts errichtet. Der Westturm aus Fachwerk stammt aus den 1930er-Jahren (erbaut zwischen 1934 und 1936). Die Fenster der Kirche stammen bis auf zwei ältere Rundbogenfenster an der Westwand aus dem Jahr 1864. Ausgestattet ist die Kirche mit einem hölzernen Altaraufsatz aus dem späten 17. Jahrhundert.